# Új ég, új föld (regény)
Az Új ég, új föld Kodolányi János (1899-1969) huszadik századi magyar író regénye, mely az apokaliptikus bibliai vízözön utáni korról; alapját pedig a sumer-akkád mítoszok (elsősorban a Gilgames-eposz) képezik. A regény a Vízöntő c. regényének szerves folytatása. Mindkét regény Kodolányi mitikus, az emberiség őskorába vezető, mágikus realista jellegű regényei közé tartozik.
Az Új ég, új föld cím az Újtestamentum egyik helyéről (János: Jelenségek könyve; Apokalipszis, 21.1) származik. A keresztény hit szerint a világ/idők végezete után Jézus utolsó eljövetelekor Isten új eget és új földet ad a világnak. A cím a vízözön utáni megváltozott világra utal. Ahogy az író hőse, Gilgames mondja a regényben:
„Istár megbánta szeszélyét, a kevélyek elpusztultak, új nép ez, új Ég és új Föld. Tehát lerombolom ezt a házat az alapokig, addig a szintig, ahol első pateszink, Meszkemgaser kezdte építeni, s újat rakok helyébe. Kapukkal, lépcsőkkel és félelmes bikákkal. Bikákat állítok É-anna kapui elé is, az új templom elé, amiről már beszéltem. Istár kicsiny kápolnája helyébe hatalmas templomot építek, s bikákat állítok eléje. Mondom, új Ég és új Föld ez, a Bika uralma alatt állunk, s mint tudjátok, Istár képe a bika. Most saját jelében uralkodik Istár és Istár jelében a Bika. Bölcsességet, szilárdságot, szépséget áraszt a világra a Bika, ezért akarom, hogy megértsétek és őt lássátok mindenütt.”
A regénynek Kodolányi kezdetben a Bika címet szánta.

## Cselekménye
|  | Alább a cselekmény részletei következnek! |

A regény az emberiség mitikus, legendákba vesző őskorában játszódik, az ókori keleten, Mezopotámia területén. Utnapistim és családjának bárkája a vízözön múltával megfeneklik a Niszir-hegyen. Utnapistim halála előtt kiszabja fiainak, ki melyik vízözön előtti várost építse újjá és uralkodjék benne királyként. Ga'ur Kis/Kés, Meszanipadda Ur, Meszkemgaser Uruk uralkodójává válik, a Beavatott és Utnapistimhez hasonlóan földi hatalmat nem kívánó Si-lú-dárat pedig azt a feladatot kapja, vésse agyagtáblákra a vízözön hiteles történetét és őrizze meg az utókor számára. Ezután Utnapistim feleségével együtt megtér az istenekhez, akik maguk közé fogadják az emberfeletti bölcsességű és az emberiséget megőrző prófétát, örök életet adva neki.
Gilgames nem kapott feladatot, ezért elvonul feleségével, Nurmával, fiával, Ur-Nungallal és lányával, Kasszúval egy barlangba, és halászatból-vadászatból él, mígnem (számlálhatatlan idők múltán) egy nap csónak köt ki a Purátu folyó partján, ahol laknak. Benne Alagar, Uruk város kövér szukkalja (a város elöljáróinak főnöke, tkp. alkirály ill. főpolgármester) viteti magát Sélibu (Róka) testőr és Tarlugal evezős kíséretében egy szomszéd városba, mert Uruk addigi pateszije (uralkodója), Dumuzi (Meszkemgaser utódának, Lugalbandának utóda) halott, és a városnak új király kell, minél előkelőbb nemzetségből. A Gilgamest kezdetben nagyon lenéző és illetlenül viselkedő szukkal megdöbben, amikor Gilgames el tudja olvasni a szukkal által írt királykérő ezüsttáblákat, sőt felfedi előtte származását (a nagy Utnapistimet ugyanis ekkor már a legnagyobb emberként tisztelik szerte Mezopotámiában); és azonnal felkéri Gilgamest, fogadja el az általa kínált uralkodói posztot. Gilgames felesége tiltakozása ellenére úgy is tesz, elladikozik a városba. A nép általában örömmel fogadja őt, akik pedig hitetlenkednek a halász meglepő állításain, azok is elnémulnak, miután a városban élő, öregedő Risat-Ninlil papnő igazolja, hogy Gilgames valóban az ő fia, az, akinek mondja magát. Gilgames megdöbben, mennyire nem hasonlít a szánalmas agyagviskókból álló „dicsőséges” Uruk az egykori hatalmas világbirodalomhoz. Elhatározza, hogy azt a múltbeli birodalmat építi újjá.
Hatalmas építkezésekbe kezd. Új korszak, a Bika kora beköszöntét hirdeti. Csatornákat, uralkodói palotát, új templomot, városfalat tervez, építtet. Népe azonban nem érti, babonásan retteg tőle és terveitől. Az egyik fő lázító a Borzalmak Házából (börtön) a király trónra kerülésekor szokásos általános amnesztiával szabadult költő-énekes-citerás, Diggin. Gilgames előkelői (Alagar, a szukkal [„főminiszter”], Ur-enki, a szanga [főpap], Kalab-Ea, az akkádi főírnok [mint énekes, Diggin fő riválisa], és Un-Esrá, a nubanda [hadvezér, „hadügyminiszter”], és Iti-Ea(?), a nágiru [polgármester]) felfedezik a lázadás első jeleit, de nem mernek szólni a pateszinek. Gilgames ezért leváltja őket, és választásokat ír ki e tisztségekre, de a nép (Gilgames elleni kezdődő ellenszenve jeléül) nagyjából ugyanőket választja meg újra. Az előkelők pedig lassan-lassan a nép körében fonódó összeesküvés élére állnak (kivéve Kalab-Eát, illetve a látszólag az összeesküvésben résztvevő, de valójában azt eláruló Azidát, a királyi főszobrászt).
Az összeesküvést végül leverik, és az elöljárók börtönbe kerülnek. Ekkor Gilgames új problémával szembesül: a város papnői felfedeznek egy emberfeletti erejű vadembert, Enkidut, és a nép könyörgésére megszelídítik, hogy megküzdve Gilgamessel, új királya legyen a közben lassan birodalommá formálódó városnak. Gilgames vállalja a kihívást, de a küzdő felek egymás szemébe nézve, rokonszenvesnek találják egymást, és öldöklés helyett barátokká válnak. Enkidu társuralkodó lesz, és együtt indulnak hadjáratra Humban, az Enkidu népét sanyargató félisteni uralkodó ellen. Humbant valóban megdöntik, azonban Enkidu a hadjáratban meghal. Gilgames szembesül vele, hogy ő maga sem halhatatlan (mivel a könyv előző részében nem nyerhetett beavatást a halál misztériumába), és mivel az Özönvíz alatt az ezt a titkot őrző Beavatottak rendje az istenek haragja miatt megsemmisült, elhatározza, hogy ha van a világon olyan dolog, ami megtörheti a halál hatalmát, akkor megszerzi. Részleges beavatott (mahhú) volta miatt sikerül eljutnia az időtlenség  birodalmába, ahol az istenek és a megistenültek lakoznak, és az ottaniak elárulják neki a halhatatlanság titkát, azonban - a Gilgames-eposzból már ismert módon - végül elveszti azt, így mint megváltó, Gilgames minden értelemben elbukik. Az emberiség nem nyerheti meg újra a halálból való megváltást (legalábbis Jézus érkezéséig, amiről az Én vagyok c. regény ír), és olyan kicsiny marad, amilyennek az istenek az Özönvíz által rendelték.
|  | Itt a vége a cselekmény részletezésének! |